# 1846
1846 (MDCCCXLVI) a fost un an obișnuit al calendarului gregorian, care a început într-o zi de joi. 

## Evenimente

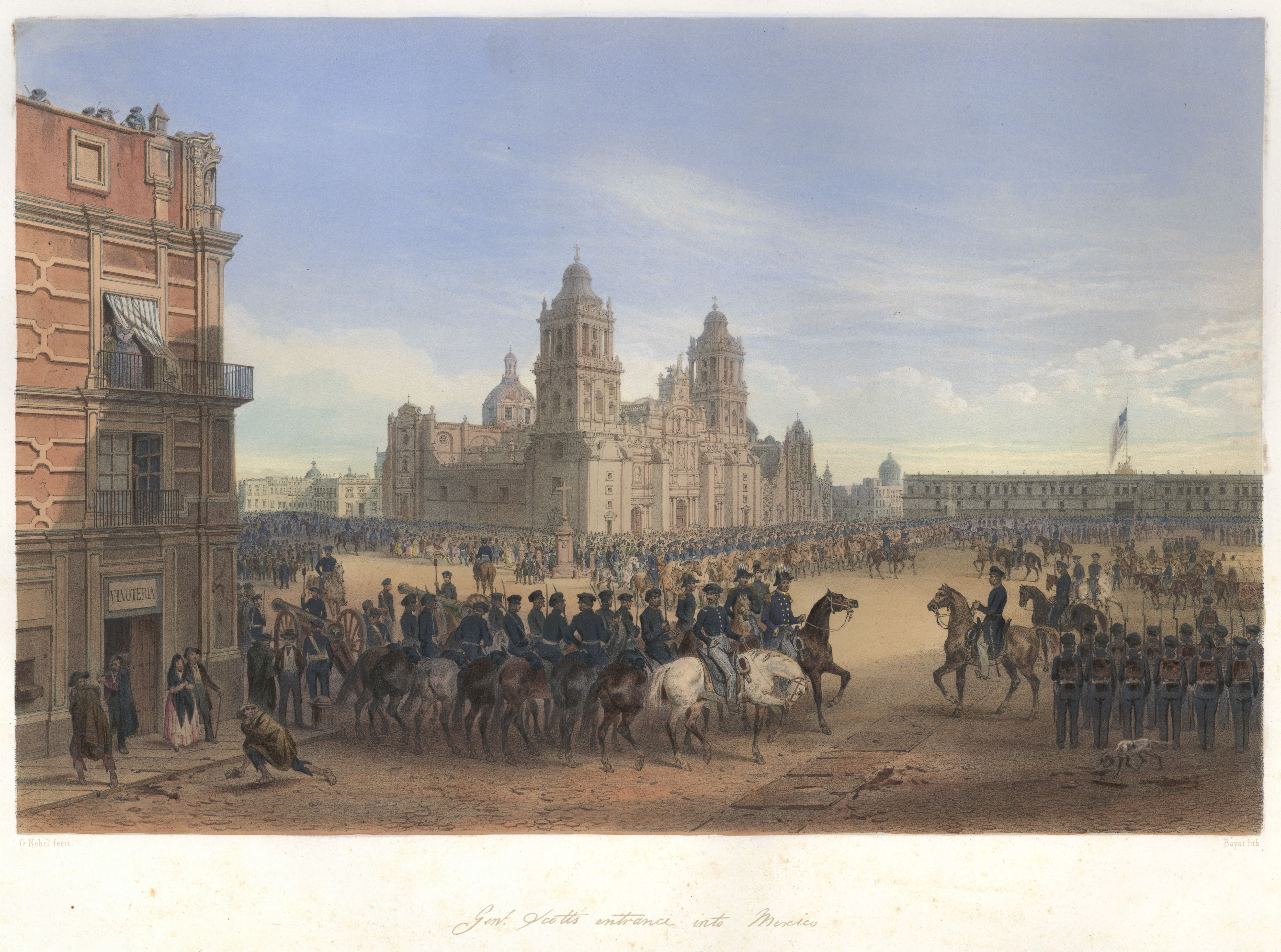
Războiul mexican-american (1846-1848).

### Ianuarie
- 26 ianuarie: Abolirea sclaviei în Tunisia.

### Martie
- 10 martie: Prințul Osahito, al patrulea fiu al decedatului împărat Ninko al Japoniei, devine împăratul Kōmei.

### Mai
- 13 mai: Statele Unite declară război Mexicului. Începutul Războiului mexicano-american.
- 25 mai: Louis Napoléon Bonaparte evadează din închisoarea Ham (Somme), deghizat în muncitor.

### Iunie
- 26 iunie: Papa Pius al IX-lea (Giovanni Maria Mastai-Ferretti) îi succede Papei Grigore al XVI-lea ca al 255-lea Papă.

### Septembrie
- 23 septembrie: Planeta Neptun este observată pentru prima dată de astronomii german Johann Gottfried Galle și Heinrich Louis d'Arrest așa cum au prezis matematic astronomul britanic John Couch Adams și astronomul francez Urbain Le Verrier.

### Octombrie
- 10 octombrie: La Madrid, regina Isabela a II-a se căsătorește cu verișorul ei Francisc d'Assise de Bourbon, duce de Cádiz, în timp ce sora ei mai mică se căsătorește cu ducele de Montpensier, fiul cel mic al regelui Ludovic Filip al Franței.

### Noiembrie
- 16 noiembrie: Austria anexează Orașul Liber Cracovia.

### Decembrie
- 28 decembrie: Iowa este admis ca cel de-al 29-lea stat al USA.

### Nedatate
- decembrie: Compozitorul maghiar Franz Liszt susține două concerte la București.
- Americanul Elias Howe a inventat mașina de cusut.
- Astronomul englez William Lassell descoperă Triton, cel mai mare satelit al planetei Neptun.
- Se constituie Prima Casă de Păstrare din Timișoara.

## Arte, științe, literatură și filozofie
- Alexandre Dumas (tatăl) publică Dame de Montsoreau
- Compozitorul și pianistul Franz Liszt poposește la Timișoara și susține 3 concerte în clădirea teatrului
- Prosper Mérimée publică Carmen

## Nașteri
- 5 ianuarie: Rudolf Eucken, filosof german, laureat al Premiului Nobel (d. 1926)
- 12 ianuarie: Alexandru Lambrior, filolog și folclorist român (d. 1883)
- 16 ianuarie: Iacob N. Lahovari, general și politician român (d. 1907)
- 9 februarie: Prințul Leopold al Bavariei (d. 1930)
- 28 martie: Heinrich al XXII-lea, Prinț Reuss de Greiz (d. 1902)
- 4 aprilie: Comte de Lautreamont, poet francez (d. 1870)
- 24 aprilie: Marcus Clarke, romancier și poet australian (d. 1881)
- 5 mai: Henryk Sienkiewicz (n. Adam Alexander Pius), scriitor polonez, laureat al Premiului Nobel (d. 1916)
- 25 mai: Prințesa Elena a Regatului Unit, al cincilea copil al reginei Victoria (d. 1923)
- 30 mai: Peter Carl Fabergé (Karl Gustavovici Fabergé), bijutier rus, autorul celebrelor Ouă Fabergé, considerate printre cele mai scumpe bijuterii din lume (d. 1920)
- 29 iulie: Isabel, Prințesă Imperială a Braziliei, moștenitoare a tronului Braziliei (d. 1921)
- 6 octombrie: George Westinghouse, inventator și industriaș american (d. 1914)
- 10 octombrie: Georg, Prinț de Schaumburg-Lippe (d. 1911)

### Nedatate
- Ilie Eminovici, fratele mai mare al poetului Mihai Eminescu (d. 1863)

## Decese
- 21 ianuarie: Francisc al IV-lea, Duce de Modena, 66 ani (n. 1779)
- 21 februarie: Împăratul Ninkō al Japoniei, 45 ani (n. 1800)
- 1 iunie: Papa Grigore al XVI-lea, 80 ani (n. 1765)
- 25 iulie: Louis Bonaparte, 67 ani, rege al Olandei (1806-1810), (n. 1778)
- 23 august: Wilhelm Küchelbecker, 49 ani, poet rus (n. 1797)
- 16 septembrie: Andrei Kim, 25 ani, martir coreean (n. 1821)